# Hugh D. Auchincloss
Pour les articles homonymes, voir Auchincloss.
Hugh Dudley Auchincloss, Jr. (15 août 1897 - 20 novembre 1976) est un agent de change et avocat américain, surtout connu comme beau-père de Jacqueline Kennedy-Onassis et Lee Radziwill.

## Biographie
Né à Newport dans le Rhode Island, il est le fils de Hugh Dudley Auchincloss (1858-1913), un négociant et financier, et son épouse Emma Brewster Jennings, fille d'Oliver Burr Jennings (en), l'un des fondateurs de la Standard Oil.
Hugh D. Auchincloss étudia d'abord à l'université Yale, puis à l'université Columbia, où il obtient son diplôme en droit en 1924. 
Il se marie à trois reprises :
- Maya de Chrapovitsky de 1925 à 1932, avec qui il a un fils, Hugh D. Auchincloss III (né en 1927)[1] ;
- Nina S. Gore de 1935 à 1941, mère de l'écrivain Gore Vidal, avec qui il a deux enfants, Nina Gore Auchincloss (née en 1937) et Thomas Gore Auchincloss (né en 1939)[2] ;
- Janet Lee Bouvier, mère de Jacqueline et Caroline (Lee) Bouvier, avec qui il a deux enfants, Janet Jennings Auchincloss (1945-1985) et James Lee Auchincloss (né en 1947)[3].

Auchincloss est responsable de l'embauche de Jacqueline Bouvier au Washington Times-Herald en 1952. En tant que beau-père, il accompagna Jacqueline Bouvier, épouse Kennedy lors de son mariage avec John F. Kennedy, le 12 septembre 1953, et lors de la somptueuse réception (quelque 1000 invités) qu'il organisa pour sa belle-fille Jacqueline Kennedy-Onassis en son immense domaine de Hammersmith Farm, à Newport.

## Sources
- (en) Carl Sferrazza Anthony, Kennedy Family Life & Pictures, Simon & Schuster, 2001.  (ISBN 0-7432-1473-0)
- (en) Janice Pottker, Janet and Jackie : the story of a mother and her daughter, Jacqueline Kennedy Onassis, New York : St. Martin's Press, 2001.  (ISBN 9780312266073)
- (en) J. Randy Taraborrelli, Jackie, Ethel, Joan : women of Camelot, New York : Warner Books, 2000.  (ISBN 9780446524261)